# Mont-de-Marrast
Mont-de-Marrast är en kommun i departementet Gers i regionen Occitanien i sydvästra Frankrike. Kommunen ligger i kantonen Miélan som tillhör arrondissementet Mirande. År 2022 hade Mont-de-Marrast 106 invånare.

## Befolkningsutveckling
Antalet invånare i kommunen Mont-de-Marrast
Referens:INSEE